# كيل بمكيالين

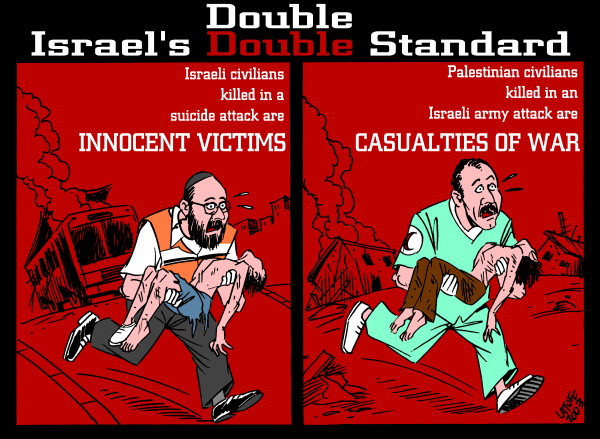

ازدواجية المعايير، المعايير المزدوجة أو الكيل بمكيالين هو مفهوم سياسي صيغ بهيئته الحديثة عام 1912، يشير إلى أي مجموعة من المبادئ التي تتضمن أحكاما مختلفة لمجموعة من الناس بالمقارنة مع مجموعة أخرى. والكيل بمكيالين مبادئ ينظر إليها على أنها مقبولة لاستخدامها من قبل مجموعة من الناس، ولكنها تعتبر غير مقبولة ومن المحرمات، عندما تستخدم من قبل مجموعة أخرى.
الكيل بمكيالين، يمكن وصفها بأنها نوع من التحيز وظالمة لأنها تنتهك مقولة أساسية في الفقه القانوني الحديث: ان جميع الأطراف يجب أن تقف على قدم المساواة أمام القانون. الكيل بمكيالين أيضا يُعدّ انتهاكا لمبدأ العدالة المعروفة باسم الحياد، والذي يقوم على أساس افتراض أن نفس المعايير ينبغي أن تطبق على جميع الناس، والتحيز ذاتي على أساس الطبقة الاجتماعية، أو رتبة أو العرق أو الجنس أو الدين أو الجنسية اتجاه أو آخر من أشكال التمييز. والكيل بمكيالين ينتهك هذا المبدأ من خلال عقد مختلف الناس للمساءلة وفقا لمعايير مختلفة. المثل القائل: «الحياة ليست عادلة» غالبا ما يحتج به من أجل ازدواجية المعايير.
ومن هذا المنطلق نشأت واقعة الكيل بمكيالين، أي ان الدولة تهرع لنصرة المظلوم حينما يتطابق هذا الفعل مع مصلحتها الخاصة، وتحجم عن ذلك أو حتى تقف مع الظالم عندما يكون الوقوف مع المظلوم متعارض مع مصلحتها الخاصة أو متقاطع مع استراتيجيتها العامة.
ومن الطبيعي ان يكون السلوك المبني على المصلحة الخاصة متعارض مع أسس العدالة واحقاق الحق ونصرة المظلوم.
وإذا ما تناولنا هذا المفهوم أخلاقيا لنقراءه بوضوح نصل إلى الاستنتاج الأخلاقي التالي: المفروض بكل فرد ان لا يلجأ إلى انتقاد شخص على تصرفاته المشينة، في وقت يكون تصرفاته اسوء من ذلك.
هناك يجب التمييز بين النفاق والكيل بمكيالين، وهو ما يعني وجود معيار واحد لشخص يدعي لنفسه مبدأ، ولكنه، في الممارسة، يتغاضى عنه.

## ازداوجية معايير المجتمع الغربي
في 25 أبريل 2022، نشر المرصد الأورومتوسطي لحقوق الإنسان تقريرًا وثق فيه ازدواجية معايير المجتمع الغربي بالسياسات التمييزية التي تمارسها الدنمارك ضد اللاجئين غير البيض مثل السوريين والأفغان حيث قامت الحكومة الدنماركية بافتتاح عيادات طبية جديدة مخصصة لعلاج اللاجئين الأوكرانيين فقط دون غيرهم. رغم أن الدنمارك قامت بطرد اللاجئين السورين من قبل وألغت تصاريح الإقامة الخاصة بهم وأقرّت قانونًا لترحيل طالبي اللجوء إلى دول ثالثة غير معروفة في أفريقيا إلا إن المعاملة التفضيلية للاجئين الأوكرانيين مقابل السياسات التمييزية تجاه اللاجئين الغير بيض من أعراق أخرى.